# Herrarnas jaktstart i skidskytte vid olympiska vinterspelen 2014
Herrarnas jaktstart i skidskytte vid olympiska vinterspelen 2014 hölls på anläggningen Laura längdåknings- och skidskyttekomplex i närheten av Krasnaja Poljana, Ryssland, ca 60 km från Sotji den 10 februari 2014. Tävlingen var 12,5 km lång. Resultatet från sprinten låg till grund för startplaceringarna i jaktstarten. Om man vann sprinten 10 sekunder före tvåan så gick man ut först i jaktstarten, 10 sekunder före tvåan o.s.v.
Guldmedaljör blev Martin Fourcade från Frankrike. Ole Einar Bjørndalen som gick ut i ledning sköt tre bommar och föll till en fjärdeplats.

## Resultat[1]
L = Liggande skytte 
S = Stående skytte
| Pl. | Nr | Namn                   | Land      | Tidsdifferens start | Sluttid | Skytte (L+L+S+S) | Tidsdifferens i mål |
| --- | -- | ---------------------- | --------- | ------------------- | ------- | ---------------- | ------------------- |
| 1   | 6  | Martin Fourcade        | Frankrike | +0,12               | 33.48,6 | 1 (0+0+1+0)      | 0,0                 |
| 2   | 8  | Ondřej Moravec         | Tjeckien  | +0,15               | 34.02,7 | 0 (0+0+0+0)      | +14,1               |
| 3   | 14 | Jean-Guillaume Béatrix | Frankrike | +0,39               | 34.12,8 | 1 (0+0+1+0)      | +24,2               |
| 4   | 1  | Ole Einar Bjørndalen   | Norge     | 0:00                | 34.14,5 | 3 (0+1+1+1)      | +25,9               |
| 5   | 16 | Jevgenij Ustiugov      | Ryssland  | +0,46               | 34.25,3 | 1 (0+1+0+0)      | +36,7               |
| 6   | 15 | Simon Schempp          | Tyskland  | +0,43               | 34.27,7 | 1 (0+0+0+1)      | +39,1               |
| 7   | 9  | Emil Hegle Svendsen    | Norge     | +0,29               | 34.28,8 | 1 (0+1+0+0)      | +40,2               |
| 8   | 7  | Simon Eder             | Österrike | +0,14               | 34.28,9 | 2 (1+0+0+1)      | +40,3               |
| 9   | 17 | Andrejs Rastorgujevs   | Lettland  | +0,47               | 34.36,9 | 1 (0+0+1+0)      | +48,3               |
| 10  | 2  | Dominik Landertinger   | Österrike | +0,01               | 34.37,5 | 3 (0+0+1+2)      | +48,9               |
| 11  | 13 | Nathan Smith           | Kanada    | +0,36               | 34.37,7 | 1 (0+0+1+0)      | +49,1               |
| 12  | 20 | Christoph Sumann       | Österrike | +0,52               | 34.43,0 | 0 (0+0+0+0)      | +54,4               |
| 13  | 18 | Fredrik Lindström      | Sverige   | +0,48               | 34.45,7 | 3 (0+0+1+2)      | +57,1               |
| 14  | 4  | Anton Sjipulin         | Ryssland  | +0,06               | 34.47,1 | 3 (0+1+1+1)      | +58,5               |
| 15  | 27 | Jevgenij Garanitjev    | Ryssland  | +1,10               | 34.47,7 | 1 (0+0+1+0)      | +59,1               |
| 16  | 21 | Erik Lesser            | Tyskland  | +0,53               | 34.53,1 | 3 (1+1+0+1)      | +1.04,5             |
| 17  | 12 | Lukas Hofer            | Italien   | +0,35               | 34.53,1 | 2 (1+0+0+1)      | +1.04,5             |
| 18  | 36 | Simon Fourcade         | Frankrike | +1,31               | 35.15,0 | 1 (0+0+1+0)      | +1.26,4             |
| 19  | 34 | Arnd Peiffer           | Tyskland  | +1,28               | 35.21,4 | 1 (0+0+1+0)      | +1.32,8             |
| 20  | 3  | Jaroslav Soukup        | Tjeckien  | +0,06               | 35.35,0 | 4 (0+0+2+2)      | +1:46.4             |